# F4 (funicolare di Istanbul)
La Linea F4, ufficialmente chiamata Linea funicolare F4 Boğaziçi Üni./Hisarüstü-Aşiyan (in turco F4 Boğaziçi Üni./Hisarüstü-Aşiyan füniküler hattı) è una funicolare lunga 850 metri situata a Beşiktaş, Istanbul.
 Quando è stata inaugurata il 28 ottobre 2022, è diventata la quarta linea funicolare di Istanbul, nonché la più lunga, superando la linea F3 di 100 m. La linea F4 attraversa un dislivello di circa 116,1 m e il tempo di percorrenza totale è stimato in 2 minuti e 30 secondi.
La linea inizia con la stazione a monte di Boğaziçi Üniversitesi e si dirige a est verso Aşiyan, la stazione a valle, lungo il Bosforo. È disponibile la connessione con la linea M6 della metropolitana alla stazione Boğaziçi Üniversitesi. L'ingresso della stazione Boğaziçi Üniversitesi è costruito accanto all'ingresso principale dell'Università del Bosforo.